# Hexathele
Hexathele es un género de arañas migalomorfas de la familia Hexathelidae. Se encuentra en Nueva Zelanda.

## Lista de especies
Según The World Spider Catalog 11.5:
- Hexathele cantuaria Forster, 1968
- Hexathele cavernicola Forster, 1968
- Hexathele exemplar Parrott, 1960
- Hexathele hochstetteri Ausserer, 1871
- Hexathele huka Forster, 1968
- Hexathele huttoni Hogg, 1908
- Hexathele kohua Forster, 1968
- Hexathele maitaia Forster, 1968
- Hexathele nigra Forster, 1968
- Hexathele otira Forster, 1968
- Hexathele para Forster, 1968
- Hexathele petriei Goyen, 1887
- Hexathele pukea Forster, 1968
- Hexathele putuna Forster, 1968
- Hexathele ramsayi Forster, 1968
- Hexathele rupicola Forster, 1968
- Hexathele taumara Forster, 1968
- Hexathele waipa Forster, 1968
- Hexathele waita Forster, 1968
- Hexathele wiltoni Forster, 1968